# Demetrio Fernández González
Demetrio Fernández González (ur. 15 lutego 1950 w El Puente del Arzobispo) – hiszpański duchowny katolicki, biskup Kordoby w latach 2010–2025.

## Życiorys

### Prezbiterat
Święcenia kapłańskie otrzymał 22 grudnia 1974 z rąk kardynała Marcelo Gonzáleza Martína. Inkardynowany do archidiecezji Toledo, był m.in. wykładowcą toledańskich seminariów, prowikariuszem generalnym oraz delegatem biskupim ds. życia konsekrowanego.

### Episkopat
9 grudnia 2004 papież Jan Paweł II mianował go biskupem ordynariuszem diecezji Tarazona. Sakry biskupiej udzielił mu 9 stycznia 2005 ówczesny nuncjusz apostolski w Hiszpanii - abp Manuel Monteiro de Castro.
18 lutego 2010 został mianowany biskupem ordynariuszem diecezji Kordoby. 20 marca 2010 kanonicznie objął urząd. 27 marca 2025 papież Franciszek przyjął złożoną przez niego rezygnację z urzędu i jako następcę mianował biskupa Jesúsa Fernándeza Gonzáleza.